# Old Bank District
Old Bank District – rejon w Historic Core w śródmieściu (downtown) Los Angeles w Kalifornii w USA, będący skupiskiem XX-wiecznych budynków usługowych, z których większość przeszła przebudowę na cele mieszkalne (powstały tzw. lofty).

## Położenie
Old Bank District to kwartał pomiędzy ulicami: Main Stret, Spring Street, 4th Street i 5th Street. Graniczy z Civic Center, Toy District, Fashion District, Jewelry District.

## Historia
Nazwa Old Bank District pierwotnie była tylko nazwa nadaną w 1998 roku projektowi przebudowy budynków, jednakże od 2004 roku ten rejon został oficjalnie uznany przez Radę Miasta (City Council).

## Budynki
- The Continental Building
- The Hellman Building
- The San Fernando Building
- Farmers and Merchants Bank Building
- The El Dorado Hotel
- The Rowan Building
- Regent Theatre
- The Security Building